# Stebnik (budynek)

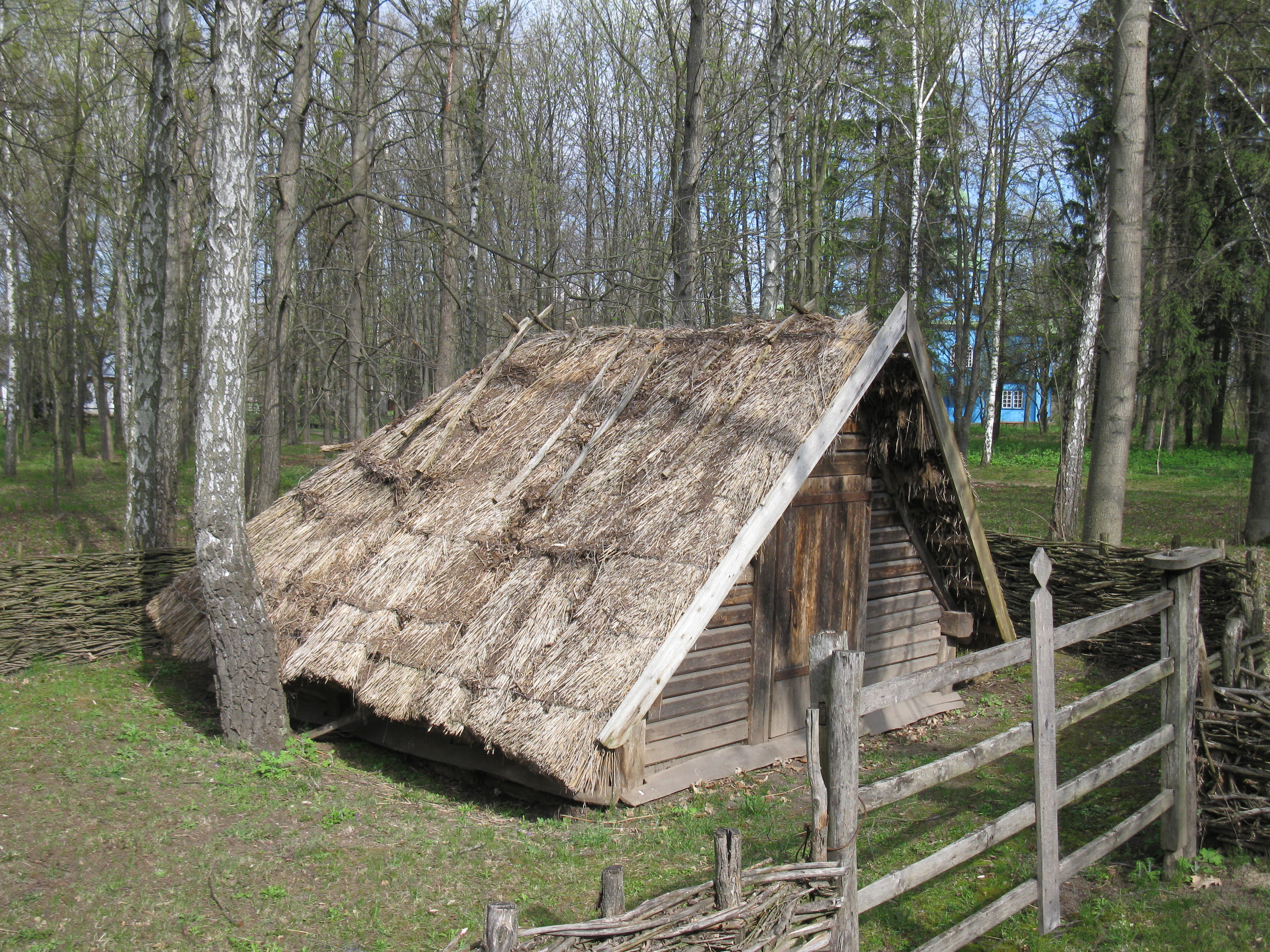
Częściowo zagłębiony w ziemi stebnik. Skansen Pszczelarski Regionu Środkowego Dniepru w Perejasławiu.

Stebnik – specjalny budynek, do którego przenosi się pnie pszczele na okres zimy. Stebnik powinien zapewniać spokój, ciemność, temperaturę ok. 0-6 °C, odpowiednią niezbyt wysoką wilgotność 75-85%, odpowiednią wymianę powietrza i dostęp do każdego ula. Jest to budowla częściowo lub całkowicie zagłębiona w ziemi mające izolowane ściany i strop. Podłogi posypuje się gruboziarnistym piaskiem lub trocinami. Ule wstawia się na półki dookoła ścian lub w rzędach jeden na drugim. Dla zapewnienia ciągłego dopływu świeżego powietrza w jednej ze ścian wmontowuje się kanał wentylacyjny wlotowy a w suficie po przeciwległej stronie kanał wylotowy.
Zaletą stosowania stebnika jest zmniejszone zużycie miodu w czasie zimy i mniejszy tak zwany osyp zimowy. Stebnik z uwagi na koszt wykonania w warunkach klimatycznych Polski nie jest stosowany. 
Do zimowania stosowano niekiedy doły lub rowy ziemne przykryte z góry deskami i słomą, lub przenoszono ule do stodoły, szopy, suchej piwnicy.